# Désert de Sonora
Pour les articles homonymes, voir Sonora (homonymie).
Le désert de Sonora (en anglais : Sonoran Desert), parfois appelé désert de Gila, est la plus grande zone désertique de l'Amérique du Nord. Il occupe une superficie de 320 000 km2 dans le Sud-Ouest des États-Unis (Arizona et Californie) et dans le Nord du Mexique (Sonora [d'où vient le nom], et Basse-Californie). Il est réputé pour ses cactus saguaro à la forme allongée, dont certains atteignent les 15 mètres de hauteur. Il attire de nombreux visiteurs qui viennent admirer la floraison exceptionnelle au mois de mars-avril.
Ses paysages de villes fantômes et de vastes étendues ne sont pas sans évoquer le Far West et l'univers de Lucky Luke. Les conditions atmosphériques et les altitudes élevées (souvent plus de 2 000 mètres) sont propices à l'étude du ciel et des astres : la région de Tucson détient la plus forte[réf. nécessaire] concentration d'observatoires du monde.

## Flore et faune

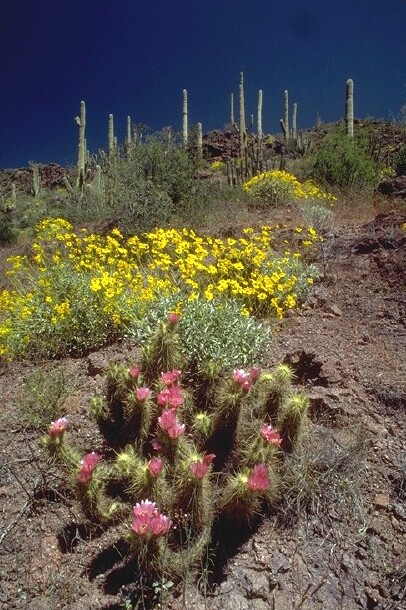
Cactus du désert de Sonora, Arizona, États-Unis.

Ce désert est connu pour ses cactus, comme le saguaro géant, même si la plante la plus répandue est l'odorant créosotier. On y trouve aussi des tortues du désert, des souris à poches, des renards nains, des mouflons et des chevêchettes elfes. 
Ce désert abrite des espèces rares et patrimoniales, notamment dans quelques oasis organisées autour de petits étangs et cours d'eau entretenus par plusieurs dizaines de barrages de castors. Le désert contient une variété de plantes uniques et endémiques, comme le cactus saguaro (Carnegiea gigantea) et le cactus tuyau d'orgue (Stenocereus thurberi), mais aussi le palmier de Californie. On a recensé 350 espèces d'oiseaux, 20 espèces d'amphibiens, plus de 100 espèces de reptiles, 30 espèces de poissons indigènes, plus de 1 000 espèces d'abeilles indigènes et plus de 2 000 espèces de plantes indigènes.

## Température du sol
Avec une température maximale du sol - mesurée par télémétrie satellite - de 80,8 °C (pas celle de l'air qui est beaucoup plus basse), c'est un des endroits les plus chauds du monde.

## Parcs et réserves naturelles
- Saguaro National Park
- Organ Pipe Cactus National Monument
- Sonoran Desert National Monument
- Ironwood Forest National Monument
- Reserva de Biósfera del Alto Golfo de California y Delta del Río Colorado (Espagnol)

## Observatoires astronomiques
- Observatoire de Kitt Peak
- Whipple Observatory
- Observatoire Lowell, près de Flagstaff
- Observatoire international du Mont Graham, près de Safford.

## Principales villes

### Au Mexique
- Hermosillo
- Mexicali

### Aux États-Unis
- Phoenix
- Tucson